# Trận hải chiến Ostia

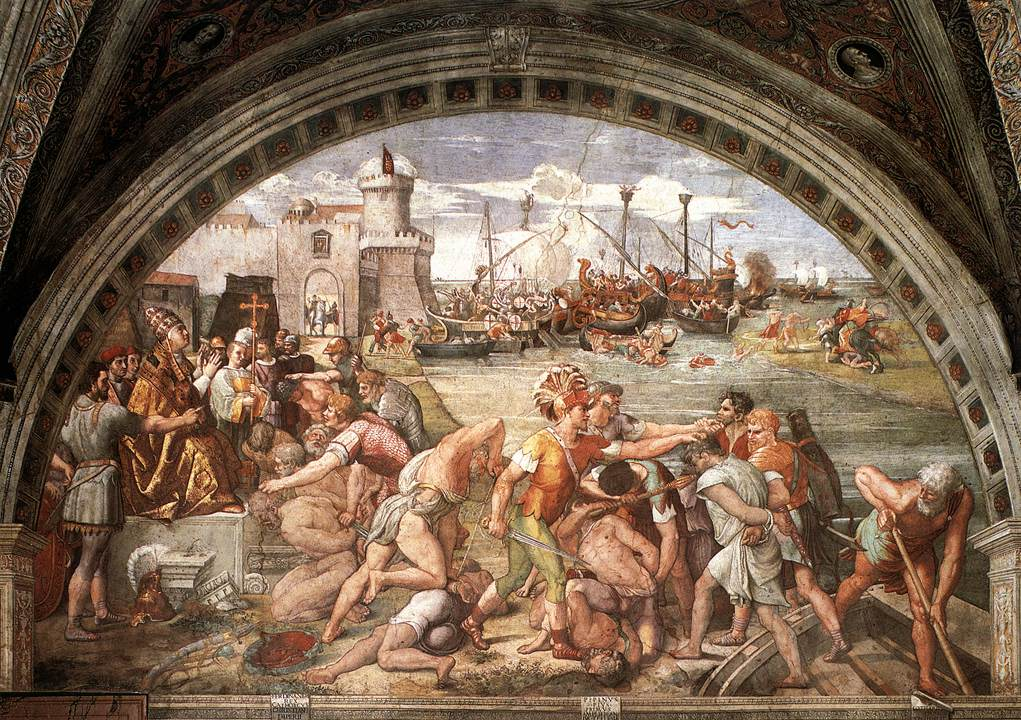
Bích họa Trận hải chiến Ostia của Raphael, một dấu hiệu về sự nổi tiếng huyền thoại của cuộc chiến

Trận hải chiến Ostia diễn ra vào năm 849 giữa đám cướp biển Saracen và hạm đội Liên minh Giáo hoàng, các thị quốc Ý gồm Napoli, Amalfi và Gaeta. Trận chiến kết thúc có lợi cho Liên minh các thị quốc Ý khi họ đánh bại những tên cướp biển. Đây là một trong số ít những sự kiện xảy ra ở miền nam Ý trong thế kỷ thứ chín mà vẫn còn được tưởng nhớ đến tận ngày nay, chủ yếu là vì dãy tường thành được đặt tên theo Leo và cho bức tranh thời Phục Hưng Battaglia di Ostia của Raphael.

## Bối cảnh
Bắt đầu vào năm 827, người Hồi giáo đã bắt đầu chinh phục Sicilia. Năm 846, quân Saracen đã đột kích ở ngoại ô thành Roma, cướp bóc nhiều vương cung thánh đường khác nhau, bao gồm cả Saint Peter làm của báu.

## Diễn biến
Các tin tức về số lượng lớn tàu thuyền Saracen ở ngoài khơi Sardinia bay tới Roma vào đầu năm 849. Một hạm đội Kitô giáo dưới sự chỉ huy của Caesar, con trai của Sergius I xứ Napoli được tập hợp gần đây để tái củng cố Ostia và Giáo hoàng Leo IV đã chúc phúc cho họ và ban thánh lễ Misa cho liên quân. Sau khi những tàu cướp biển xuất hiện, cuộc chiến có sự tham dự của đoàn tàu galley xứ Napoli dẫn đầu. Hai bên đang giao chiến giữa chừng thì đột nhiên có một cơn bão xuất hiện đã chia tách hạm đội Hồi giáo và đoàn tàu chiến Kitô giáo phải tìm đường quay trở về bến cảng. Tuy vậy quân Saracen lại nằm rải rác xa vời, với nhiều tàu bị thất lạc và số khác thì trôi dạt vào bờ. Khi cơn bão tan dần, đống tàn dư của hạm đội Ả Rập đã bị liên quân Kitô giáo dễ dàng tóm gọn cùng với số thủy thủ đoàn làm tù binh. 

## Hậu quả
Đối với hậu quả trận chiến, nhiều chiến lợi phẩm dạt vào bờ biển và bị người dân địa phương cướp lấy theo đúng tập tục ius naufragii. Đám tù binh bị bắt trong trận đánh được gửi đến làm việc trong đoàn tù đày xây dựng Tường thành Leonine bao quanh lấy đồi Vatican. Kể từ đó Roma sẽ không bao giờ bị quân Ả Rập đe dọa một lần nữa.